# Fünftelregelung
Mit der sogenannten Fünftelregelung werden außerordentliche Einkünfte im deutschen Steuerrecht begünstigt (§ 34 EStG). Eine einmalige, hohe Einnahme wird steuerlich so behandelt, als erhielte der Empfänger diese gleichmäßig auf die nächsten fünf Jahre verteilt. Damit wird eine einmalige hohe Steuerbelastung vermieden, denn aufgrund der Steuerprogression wäre der Steuersatz deutlich höher als bei Verteilung auf fünf Jahre.
Dazu wird bei der Berechnung der Steuer ein Fünftel der einmaligen Einnahme zum zu versteuernden Einkommen hinzugerechnet. Die Differenz zwischen diesem Betrag und dem (normalen) Steuerbetrag ohne einmalige Einnahme wird mit fünf multipliziert und ergibt den Steuerbetrag für die gesamte einmalige Einnahme.
Ab 1. Januar 2025 obliegt die Verantwortung für die Anwendung der Fünftelregelung nicht mehr den Arbeitgebern, sondern wird von den Finanzämtern übernommen, welche für die Erstattung des Steuervorteils zuständig sind. Arbeitnehmer, die die Fünftelregelung nutzen möchten, müssen diese nunmehr eigenständig in ihrer Steuererklärung beantragen. Im Zuge des Wachstumschancengesetzes (§ 19a Absatz 4 Satz 2) wird die Besteuerung von Abfindungen angepasst, um Arbeitgeber von Prüfungs- und Berechnungsaufwänden im Lohnsteuerabzugsverfahren zu entlasten.
Die Arbeitgeber sind ab dem Steuerjahr 2025 jedoch weiterhin verpflichtet, Versorgungsbezüge, Arbeitslohn oder Entschädigungen für mehrere Kalenderjahre in der Lohnsteuerbescheinigung (Zeilen 9 bzw. 10) gesondert auszuweisen.

## Anwendungen und Ermittlung
Bei diesen sogenannten „tarifbegünstigten Einkünften“ handelt es sich um Einkünfte, die über mehrere Jahre erwirtschaftet wurden, aber in einem einzelnen Jahr realisiert und besteuert werden, wie z. B. Veräußerungsgewinne beim Verkauf eines Gewerbebetriebes, Entlassungsentschädigungen und Vergütungen für mehrjährige Tätigkeiten, so beispielsweise Unterstützungskassen. Ohne die Begünstigung käme es zu einer außergewöhnlich hohen Steuerbelastung, weil die Steuer aufgrund der Steuerprogression stärker ansteigen würde als bei Verteilung auf mehrere Jahre. Ziel der Fünftelregelung ist es, hierfür einen Ausgleich zu schaffen: Zwar werden auch die außerordentlichen Einkünfte voll besteuert, aber nur ein Fünftel davon wirkt sich progressiv auf die anzusetzende Steuer aus.
Beispiel (ESt Tabelle von 2020): Ein Arbeitnehmer hat ein zu versteuerndes Jahreseinkommen von 30.000 Euro. Dafür ergäbe sich eine Steuer von 5.187 Euro. Das Arbeitsverhältnis endet per Auflösungsvertrag zum Jahresende. Es wird eine Abfindung in Höhe von 10.000 Euro vereinbart. Ohne Fünftelregelung ergäbe sich für die anzurechnenden Einkünfte von 40.000 Euro eine Steuer von 8.452 Euro. Aufgrund der Fünftelregelung wird zur Berechnung der Steuer aber nur ein Fünftel der Abfindung herangezogen, also 2.000 Euro. Die Basis zur Berechnung der Steuer beträgt damit 32.000 Euro, was einer Steuer von 5.806 Euro entspricht. Aus der Differenz von 5.806 Euro und 5.187 Euro ergeben sich 619 Euro. Diese Steuerdifferenz ist mal Fünf zu nehmen und zu der Steuer von 5.187 Euro zu addieren. Damit ergibt sich eine reduzierte Steuer von 8.282 Euro. Im Beispiel reduziert sich die Steuerlast aufgrund der Fünftelregelung um 170 Euro.
Sind in dem zu versteuernden Einkommen außerordentliche Einkünfte enthalten, so ist die auf alle im Veranlagungszeitraum bezogenen außerordentlichen Einkünfte entfallende Einkommensteuer folgendermaßen zu ermitteln: Sie beträgt das Fünffache des Unterschiedsbetrags zwischen der Einkommensteuer für das verbleibende zu versteuernde Einkommen ohne Berücksichtigung außerordentlicher Einkünfte und der Einkommensteuer für das verbleibende zu versteuernde Einkommen zuzüglich eines Fünftels der außerordentlichen Einkünfte.
Als Formel ergibt sich aus dem Gesetz: {\displaystyle {\text{Anzusetzende Einkommensteuer}}=5*(ESt(NE+{\frac {AE}{5}})-ESt(NE))}
mit
{\displaystyle ESt(..)=} Tarifliche Einkommensteuer gem. §32a EStG auf Einkünfte in Höhe von (...)
{\displaystyle NE=} Verbleibendes zu versteuerndes Einkommen ohne Berücksichtigung außerordentlicher Einkünfte

{\displaystyle AE=} Außerordentliche Einkünfte (z. B. Abfindung)
Ist das verbleibende zu versteuernde Einkommen negativ und das zu versteuernde Einkommen positiv, so beträgt die Einkommensteuer das Fünffache der auf ein Fünftel des zu versteuernden Einkommens entfallenden Einkommensteuer.
Bei Veräußerungsgewinnen gibt es für Steuerpflichtige über 55 Jahre noch die Möglichkeit, statt der Fünftelregelung einen ermäßigten Steuersatz und einen besonderen Freibetrag zu wählen. Das geht aber nur ein einziges Mal im Leben.
Wenn das zu versteuernde Einkommen bereits ohne außerordentliche Einkünfte so hoch ist, dass der Spitzensteuersatz erreicht ist, hat die Fünftelregelung keine Auswirkung. In diesem Fall unterliegt bereits das „erste Fünftel“ dem Spitzensteuersatz (in Deutschland 45 %), und somit auch der gesamte Betrag der außerordentlichen Einkünfte.
Zu beachten ist, dass im Zusammenhang mit der Fünftelregelung reguläre Einkünfte auch einen negativen Einfluss auf das Nettoeinkommen haben können. Dies verdeutlichen die unten stehenden Beispiele 2 und 3.

## Berechnungsbeispiele
In allen Beispielsfällen geht es um einen ledigen, rentenversicherungspflichtigen Arbeitnehmer mit Steuerklasse I/0 beziehungsweise Einkommensteuer-Grundtabelle (Einkommensteuertarif 2009). Solidaritätszuschlag und etwaige Kirchensteuer sind nicht berücksichtigt.
Beispiel 1:	

Der Arbeitnehmer erhält im Jahr 2009 eine Abfindung von 5.000 €. Das zu versteuernde Einkommen beträgt 15.000 €.
Das zu versteuernde Einkommen wird um ein Fünftel der Abfindung (um 1.000 €) erhöht:
| Einkommensteuer von 16.000 €                                     | 1.711 € |  |  |
| Einkommensteuer von 15.000 €                                     | 1.461 € |  |  |
| Differenz                                                        | 250 €   |  |  |
| Von der Abfindung ist Lohnsteuer von (250 € × 5 =) einzubehalten | 1.250 € |  |  |
| Verbleibt eine Nettoabfindung von (5.000 € − 1.250 € =)          | 3.750 € |  |  |

Beispiel 2:	

Der Arbeitnehmer erhält im Jahr 2009 eine Abfindung von 250.000 €. Das zu versteuernde Einkommen beträgt wie in Beispiel 1 ebenfalls 15.000 €.
Das zu versteuernde Einkommen wird um ein Fünftel der Abfindung erhöht:
| Einkommensteuer von 65.000 €                                        | 19.236 €  |  |  |
| Einkommensteuer von 15.000 €                                        | 1.461 €   |  |  |
| Differenz                                                           | 17.775 €  |  |  |
| Von der Abfindung ist Lohnsteuer von (17.775 € × 5 =) einzubehalten | 88.875 €  |  |  |
| Verbleibt eine Nettoabfindung von (250.000 € − 88.875 € =)          | 161.125 € |  |  |

Beispiel 3:	

Der Arbeitnehmer erhält im Jahr 2009 eine Abfindung von 250.000 €, hat aber kein sonstiges zu versteuerndes Einkommen.
| Einkommensteuer von 50.000 €                                        | 12.950 €  |  |  |
| Einkommensteuer von 0 €                                             | 0 €       |  |  |
| Differenz                                                           | 12.950 €  |  |  |
| Von der Abfindung ist Lohnsteuer von (12.950 € × 5 =) einzubehalten | 64.750 €  |  |  |
| Verbleibt eine Nettoabfindung von (250.000 € − 64.750 € =)          | 185.250 € |  |  |

Damit hat derjenige, der im Jahr der Entlassungsentschädigung noch gearbeitet hat, nach Steuern weniger, als wenn er nicht gearbeitet hätte.
Beispiel 4:	

Die Berechnung wird noch komplizierter, wenn der Arbeitnehmer zusätzlich Leistungen bezogen hat, die dem Progressionsvorbehalt (§ 32b EStG) unterliegen. Nach R 34.2 EStR 2005 (Steuerberechnung unter Berücksichtigung der Tarifermäßigung) Abs. 1 sind diese Leistungen entsprechend zu berücksichtigen. 
Der Arbeitnehmer erhält im Jahr 2009 eine Abfindung von 250.000 €. Das sonstige zu versteuernde Einkommen beträgt 10.000 €. Zusätzlich wird Arbeitslosengeld in Höhe von 5.000 € bezogen.
| Einkommensteuer von 10.000 €                                        | 347 €     |  |  |
| fiktive Einkommensteuer von 10.000 € + 5.000 €                      | 1.461 €   |  |  |
| fiktiver Steuersatz in % (1.461 von 15.000 €)                       | 9,74 %    |  |  |
| Einkommensteuer von 10.000 € zu 9,74 %                              | 974 €     |  |  |
| Einkommensteuer von 60.000 €                                        | 17.136 €  |  |  |
| fiktive Einkommensteuer von 60.000 € + 5.000 €                      | 19.236 €  |  |  |
| fiktiver Steuersatz in % (19.236 von 65.000 €)                      | 29,59 %   |  |  |
| Einkommensteuer von 60.000 € mit 29,59 %                            | 17.756 €  |  |  |
| Differenz (17.756 € − 974 €)                                        | 16.782 €  |  |  |
| Von der Abfindung ist Lohnsteuer von (16.782 € × 5 =) einzubehalten | 83.910 €  |  |  |
| Verbleiben netto (265.000 € − 974 € − 83.910 € =)                   | 180.116 € |  |  |